# Pollution du littoral
La pollution du littoral est la pollution présente sur les façades littorales de la planète. Elle peut prendre différentes formes : pollution marine (marées noires, naufrages et accidents maritimes, fuite de plate-forme de forage, dégazages en mer, rejets de déchets en mer, déchets marins divers dont nanoplastiques et microplastiques, déchets radioactifs liquides ou anciennement immergés), pollution des sols, pollution de l'air, pollution lumineuse, pollution plastique, pollution sonore, pollution portuaire, pollution thermique, pollution chimique et liée aux déchets d'une manière générale.
Elle est liée à l'anthropisation et à des activités humaines qui altèrent directement ou indirectement les habitats naturels littoraux (avec par exemple, les estrans, plages, dunes, estuaires, pieds de falaise, mangroves, récifs coraliens, herbiers marins, les écosystèmes et les paysages littoraux.
Elle est devenue une préoccupation sociétale car elle menace un milieu fragile (écotone terre-mer, par ailleurs aussi menacés par l'acidification, la montée des océans, le recul du trait de côte et le fait qu'une partie croissante de l'humanité habite ou profite des vacances près de la mer) parce que le littoral est une ressource pour le tourisme, pour la pêche, et qu'il est riche en habitats marins, estuariens, de lagune, mangrove, etc. vitaux pour la reproduction de nombreuses espèces de poissons, crustacés, oiseaux, tortues, etc. Elle est en outre une source de risques pour la santé des personnes qui se nourrissent d'animaux vivant sur les littoraux pollués (crabes et animaux filtreurs notamment tels que moules et huitres récolté par la pêche à pied),.

## Pollution

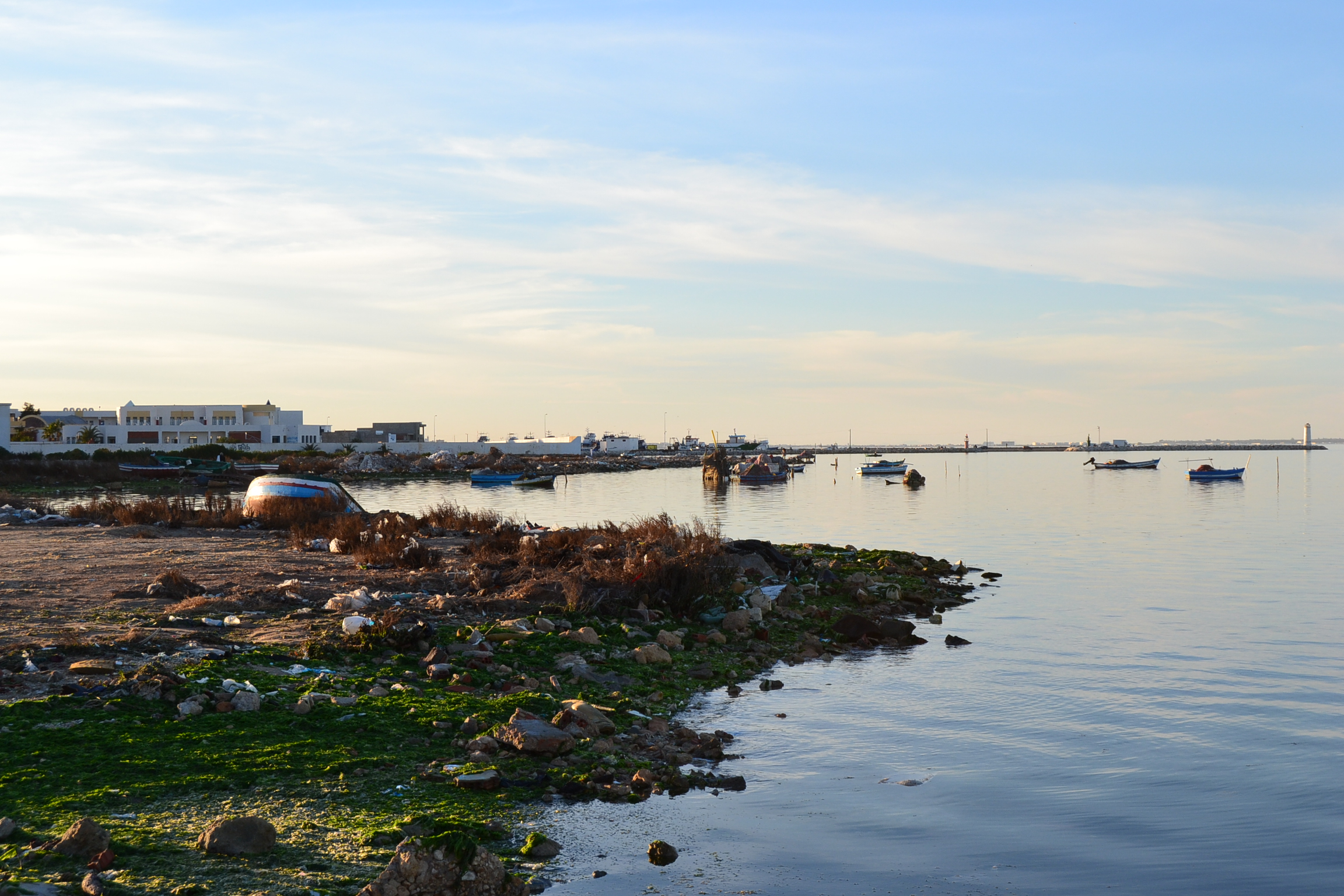
Un littoral pollué

Les littoraux sont pollués par les déchets qui provoquent de véritables catastrophes écologiques et économique sur la terre.
La pollution des océans est constituée par[réf. souhaitée] :
- 5 % de déchets solides (macrodéchets jusqu'aux nano- et microplastiques)[3];
- 5 % plateformes pétrolières  ;
- 10 % rejets liquides industriels ;
- 10 % transport maritime ;
- 20 % retombées sèches ou humides de polluants de l'air ;
- 20 % agriculture (nitrates, phosphates, pesticides, sédiments issus de l'érosion agricole…;
- 30 % eaux usées.

### Pollution par les déchets

#### Causes
Les déchets polluent l'intégralité des mers et des océans, à toutes les profondeurs, une partie est directement rejetée dans les mers par les navires ou plateformes de forage, mais l'essentiel provient des terres (on parle d'apports terrigènes). Par exemple, certains ports, fleuves et estuaires sont des sources importantes de déchets et de polluants ; les décharges localisées sur le littoral peuvent polluer les nappes et le biseau salé, et/ou être sources d'envols de déchets.
Les déchets peuvent provenir de décharges à ciel ouvert, en étant emportés par le vent. Les déchets abandonnés par les visiteurs sur les plages sont également emportés par le vent, les courants marins, ou restent dans le sable, modifiant ce milieu naturel. Les fleuvess amènent également de nombreux déchets pour certains retrouvés dans les laisses de mer sur les côtes. Les déchets destinés à un ramassage collectif peuvent être emportés lors de tempête - a fortiori en cas de grève des services et d'accumulation des déchets, comme cela s'est déjà produit à Marseille.
Parfois, les eaux de surface sont si polluées, que les embruns marins peuvent tuer les arbres de la bande littorale.
Tous ces déchets participent ainsi à la pollution des littoraux.
Ainsi, la majorité du plastique présent dans la mer Méditerranée est la conséquence d’un mauvais traitement des déchets, y compris des détritus non collectés et des plastiques jetés dans des décharges illégales.
Les guerres et les séquelles de guerre contribuent également à durablement souiller les façades maritimes : épaves de bateaux, d'avions, de sous-marins, mines, bombes et autres munitions non explosées, munitions immergées, bunkers...
Les grands tsunamis sont rares, mais ils sont parfois des causes d'apports massifs de déchets en mer (ex Tsunami de 2011 au Japon)

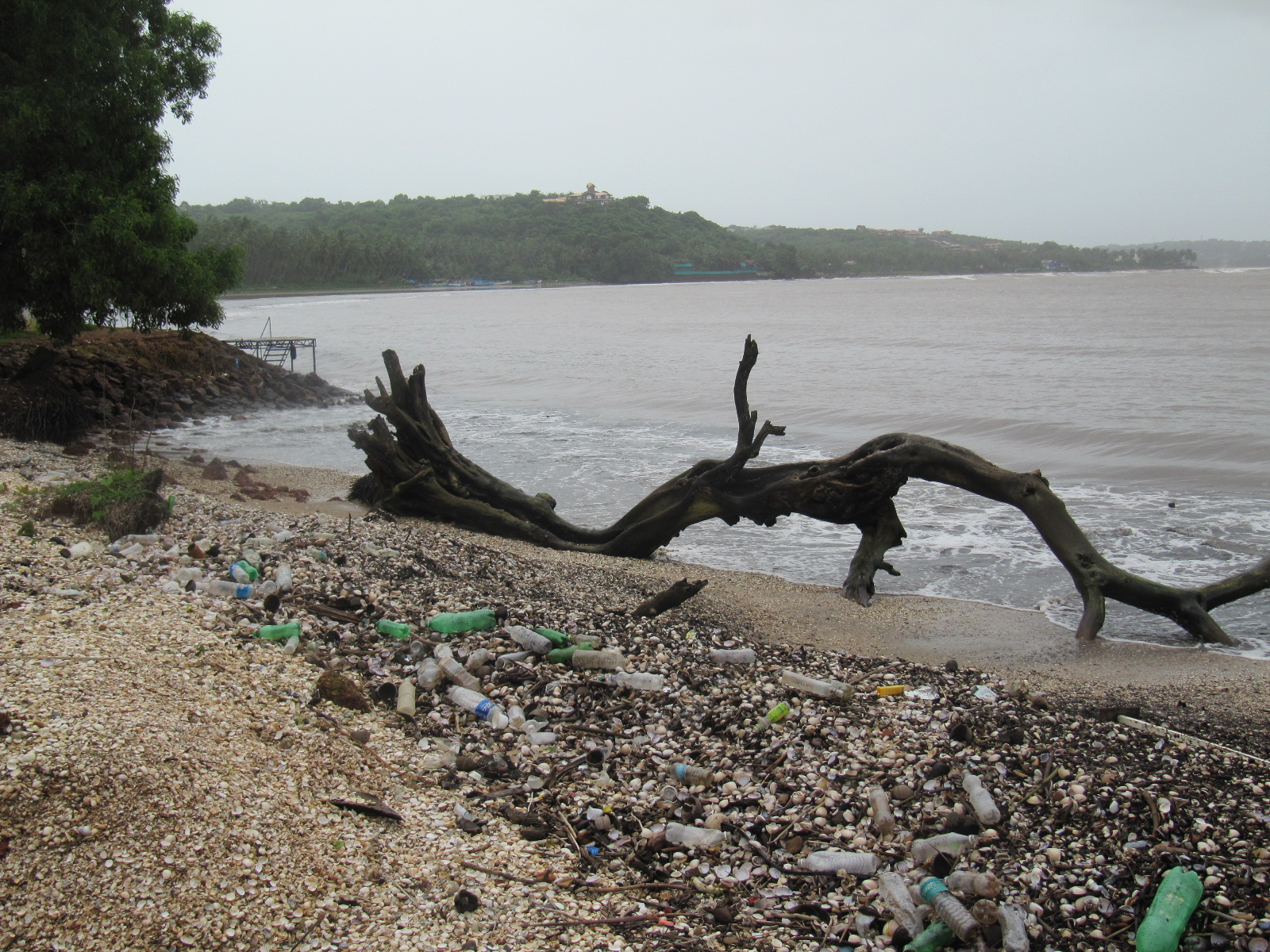
Déchets plastiques dans la « laisse de mer » de la plage de Coco Beach, en Inde.
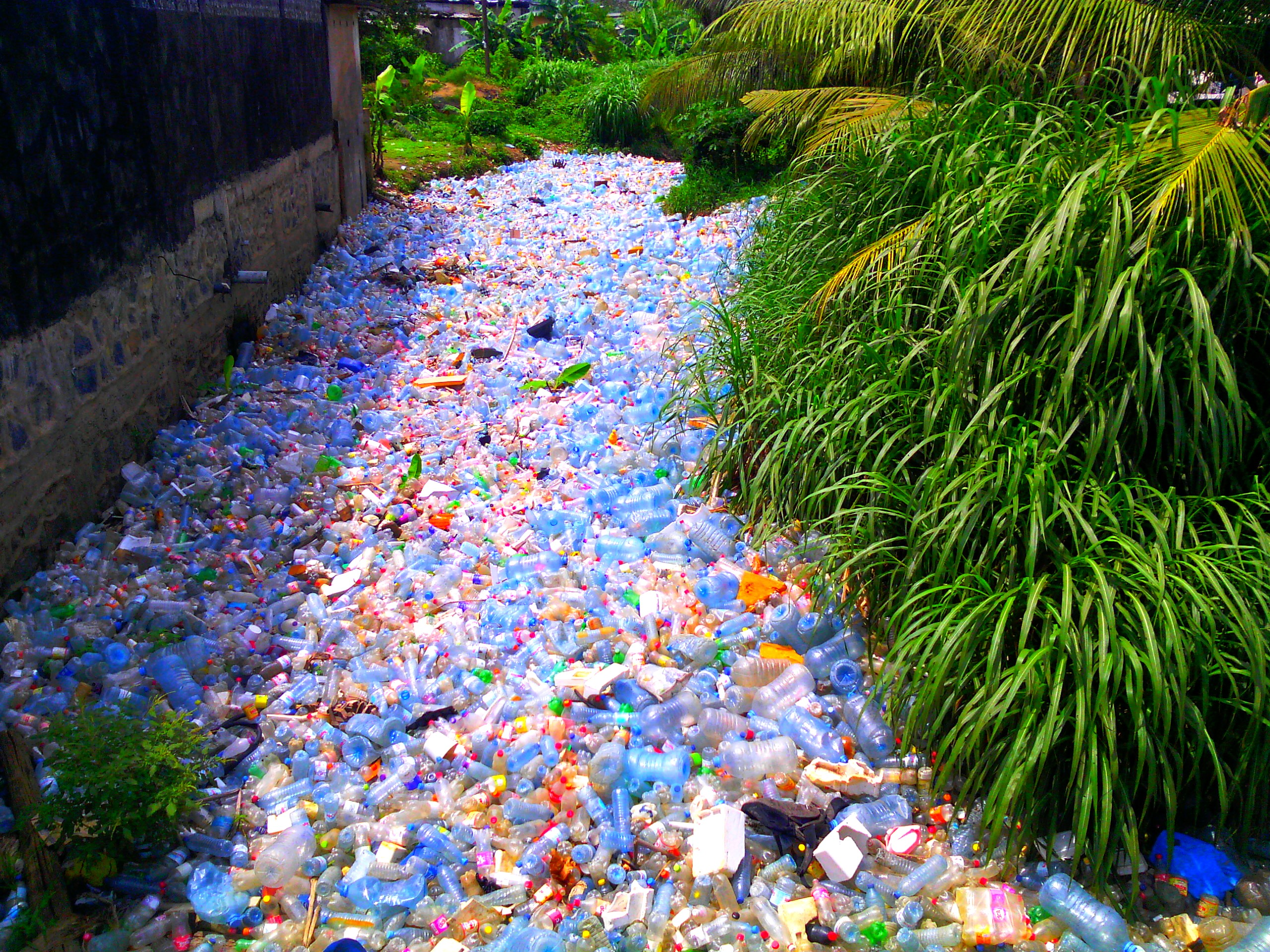
Cours d'eau au quartier Madagascar à Douala, Cameroun, submergé par la pollution plastique. Mai 2017.
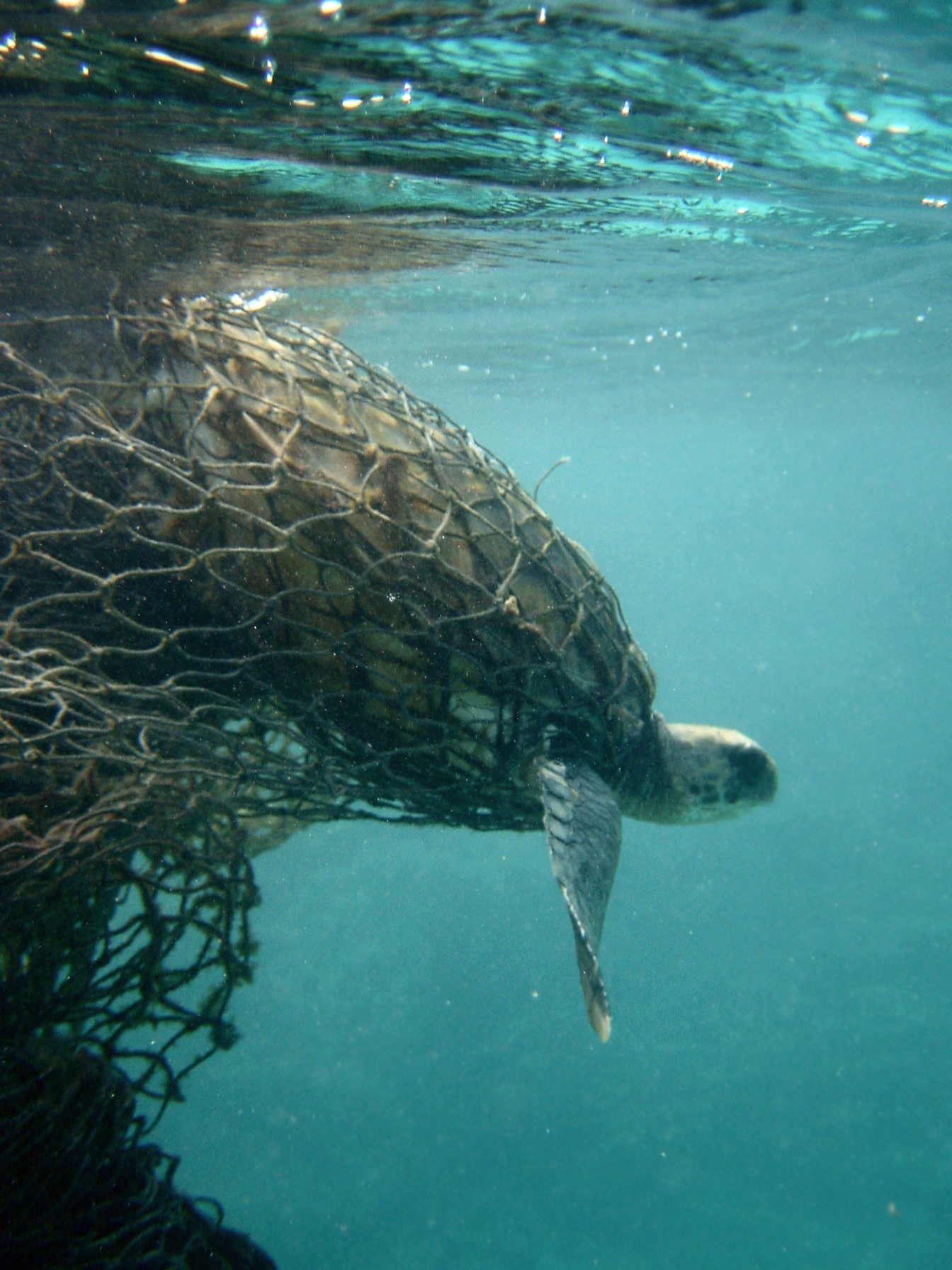
Une tortue de mer emmêlée dans un filet fantôme.

#### 7econtinent
En s'agglutinant sous l'effet du vent, des vagues et des courants marins, les déchets finissent par former de nouveaux « continents », principalement composés de plastique. Ces vortex de déchets sont localisés dans chacun des cinq principaux gyres océaniques du monde, les deux plus gros étant le vortex de déchets du Pacifique nord et celui de l'Atlantique nord. On estime la taille du premier à six fois celle de la France, soit 80 000 tonnes de déchets sur 3,5 millions de km2.

#### Pollution des littoraux par les déchets
La Cilicie, en Turquie, présente une moyenne de 31,3 kilogrammes de déchets plastiques par kilomètre de littoral, ce qui constitue la densité de déchets la plus importante du littoral méditerranéen. Barcelone, deuxième, en compte 26,1 kg, et la région de Tel Aviv, une moyenne de 21 kg, selon un rapport du World Wildlife Fund for Nature (WWF) en 2019.
En 2019, 247 milliards de morceaux de plastique flottent dans la Méditerranée, avec l’équivalent de 33 800 bouteilles de plastique rejeté dans l’eau chaque minute, selon WWF.

### Pollution de l'air et pollution lumineuse

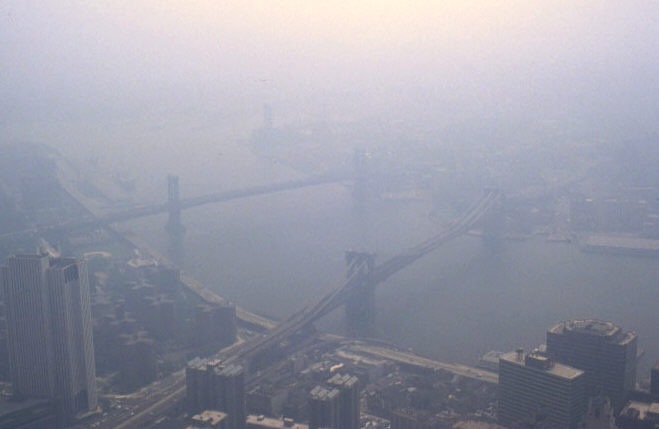
Pollution : le smog à New York (1988).

Le littoral concentre le développement des villes. Il subit ainsi une forte pression et concentre certaines pollutions, comme la pollution de l'air et la pollution lumineuse ou dans les zones touristiques, la pollution de l'eau par les crèmes solaires.

#### Pollution de l'air
L'air littoral peut être pollué du fait de la présence de zones industrielles, par exemple à Calais, Dunkerque et Martigues en France, ou de l'activité touristique, engendrant une augmentation conséquente du trafic routier et des pollutions liées. 
À Marseille et Bastia, la pollution générée par le trafic maritime est massive. L’association France Nature Environnement a publié un rapport qui montre que l’activité des ferries et navires de croisière multiplie la pollution par 37, jusqu’à 100 fois plus de particules fines entre Bastia et Livourne (Italie).
Il existe également une pollution à l'ammoniac liée à l'activité agricole, par exemple en Bretagne (bien que la pollution globale y soit faible) et aux Pays-Bas.

#### Pollution lumineuse

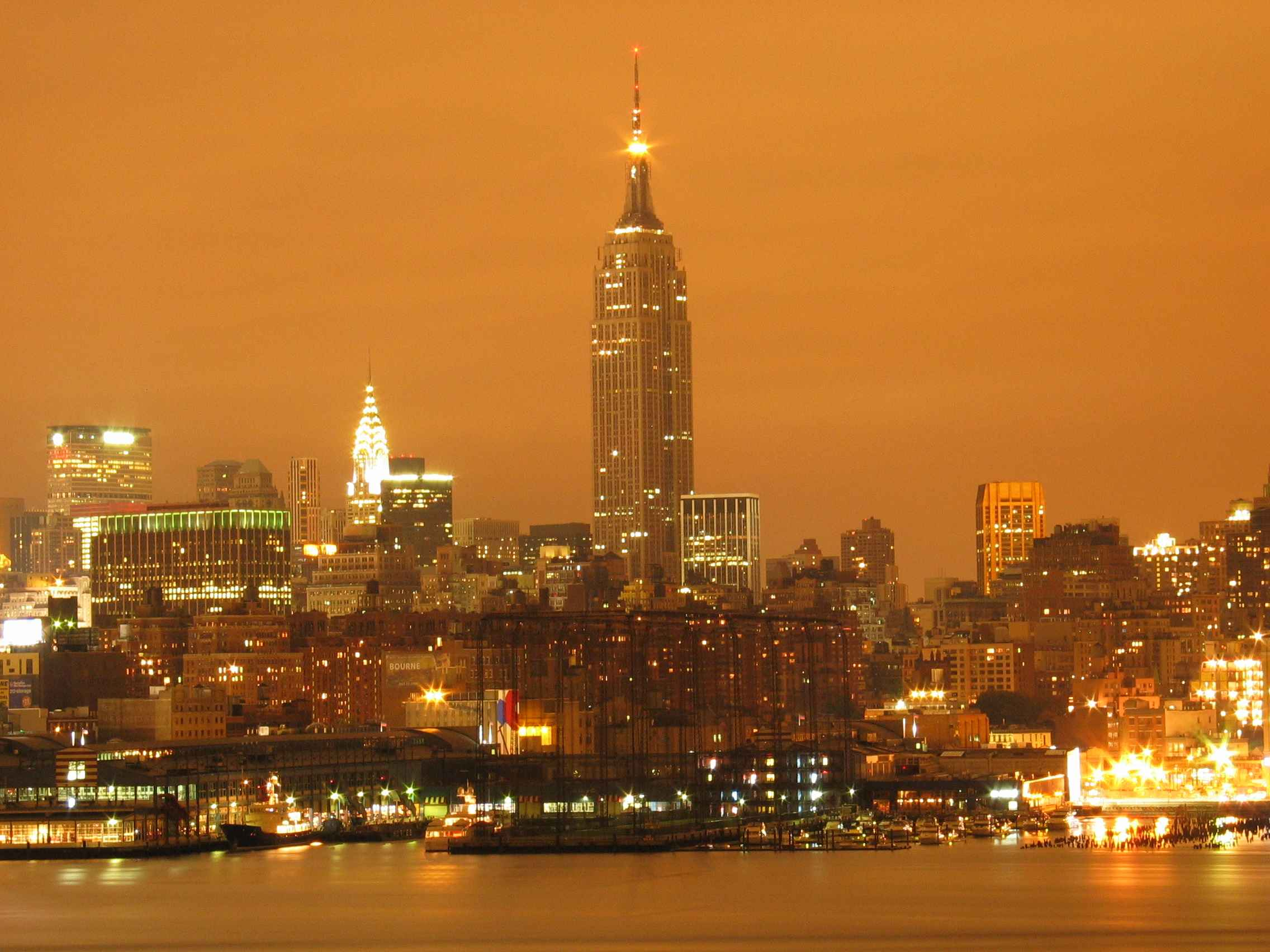
Le ciel nocturne de New York photographié en temps de pose rallongé. Ce ciel est connu pour être d'autant plus orangé que l'air est humide et pollué.

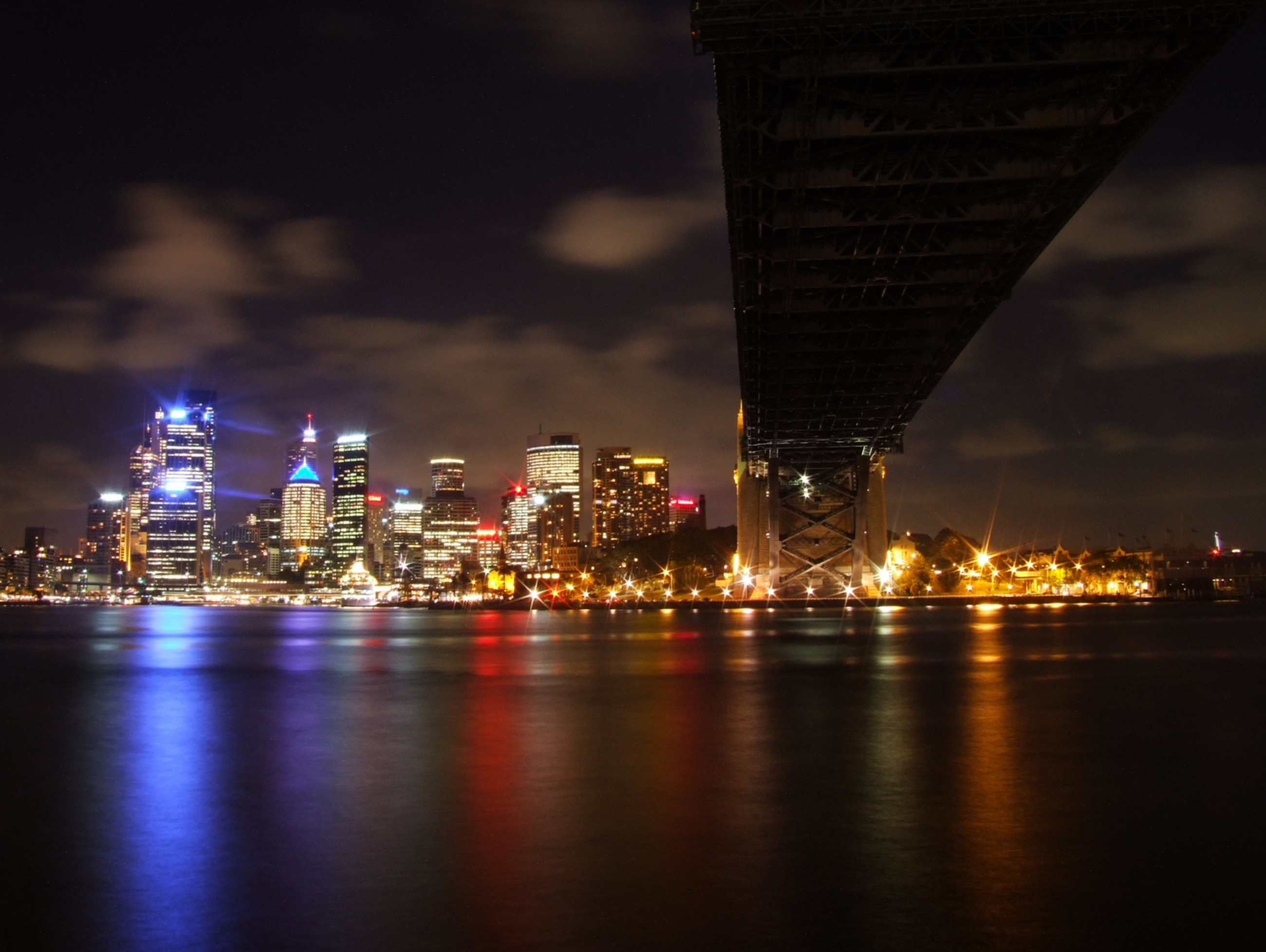
Principales sources de pollution lumineuse : l'éclairage de ville de nuit, en particulier les lampadaires omnidirectionnels (éclairage jaune sodium à droite de l'image), l'éclairage décoratif des très grands édifices, et le reflet de ces éclairages sur l'eau (photographie prise à Sydney en janvier 2007).

Les oiseaux migrateurs sont perturbés par l'exposition à l'éclairage nocturne, qui les attire et dévie leur trajectoire. Ils risquent alors d'heurter des bâtiments, infrastructures ou véhicules, d'échouer dans leur premier vol (c'est le cas par exemple pour le poussin du macareux, dont les chances de survie sont très faibles s'il n'arrive pas à atteindre la mer), d'être piégés dans des faisceaux lumineux.

## Mesure de protection des littoraux

### Prévention des déchets
La Prévention des déchets vise à éviter de produire des déchets, réduire leur quantité, et trier et recycler les déchets afin qu'ils ne finissent pas en décharge ou dans la nature.

### Protection des littoraux en France
- la Loi littoral

### Actions associatives et bénévolat
De par le monde, des bénévoles nettoient les plages, estuaires, dunes et forêts littorales et parfois le milieu sous-marin de leurs macro-déchets, et invitent par divers moyens les touristes et autres usagers à respecter la nature.
Afin de dépolluer les littoraux, de nombreuses initiatives citoyennes émergent via des associations.
Plusieurs associations luttent ainsi activement contre le retrait du plastique dans les océans du monde entier, dont, en particulier :
- Sycopol France, qui lutte pour la préservation de l'environnement marin ;
- l'Organisation Mondiale pour la Protection de l'Environnement (OMPE) ;
- Oceanoplastic.